# 宇多川
宇多川（うだがわ）は、福島県と宮城県の県境付近を流れ太平洋に注ぐ河川。二級水系宇多川の本流である。

## 地理

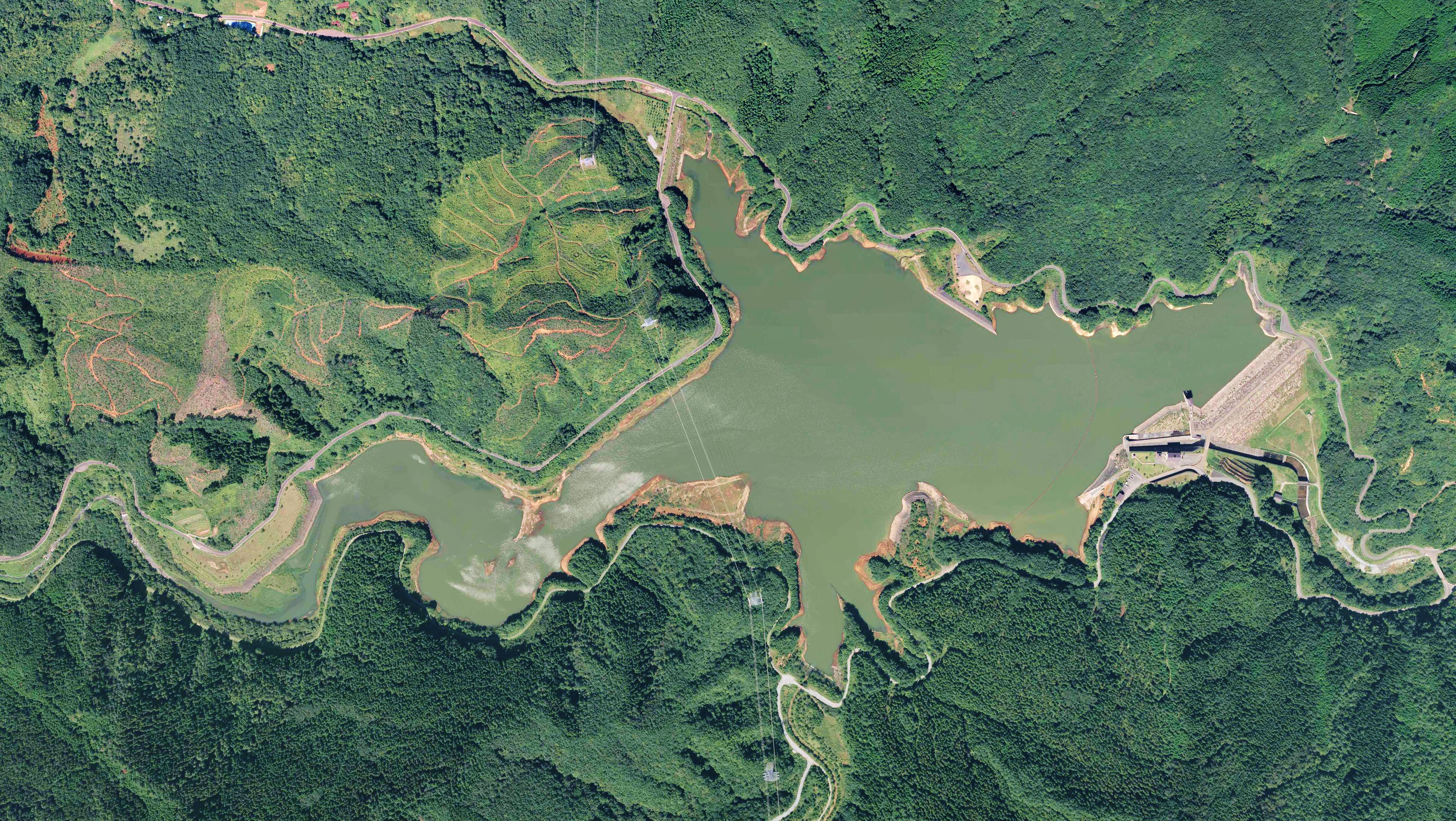
松ヶ房ダム
（2013年撮影）。

福島県相馬市と伊達市境界の霊山（標高825m）に源を発し東に流れ、宮城県との県境に建設された松ヶ房ダム（宇多川湖、相馬市と宮城県伊具郡丸森町との境）に流入する。再び相馬市内に戻り、阿武隈高地の渓谷で同じく霊山を水源とする玉野川を合わせ、松川浦を経て、相馬市尾浜で太平洋に注ぐ。
福島市と相馬市を連絡する国道115号は宇多川-玉野川沿いを通る。

## 災害
- 2019年10月12日 - 令和元年東日本台風（台風19号）の集中豪雨により水位が上昇。午後9時10分頃、福島県相双建設事務所より相馬市北飯渕(左岸)、相馬市今田(右岸)付近より氾濫が起きたことが発表された[1]。上記に加え相馬市南飯渕(右岸)でも堤防の決壊が確認された。

## 流域の自治体
福島県
相馬市
宮城県
伊具郡丸森町
福島県
相馬市

## 支流
- 玉野川
- 横川

## 主な橋梁
- 百間橋 - 相馬市道日下石石上線
- 相馬東大橋（宇多川橋） - 国道6号相馬バイパス
- 百槻橋 - 福島県道394号相馬新地線（旧国道6号）
- 宇多川橋梁 - JR常磐線
- 宇多川橋 - 福島県道121号日下石新沼線
- 中橋 - 相馬市道高池成田線
- 清水橋 - 福島県道34号相馬浪江線
- 天神前橋 - 国道115号相馬南バイパス
- 荒屋敷大橋 - 東北中央自動車道相馬福島道路相馬インターチェンジ
- 宇多川橋 - 常磐自動車道
- 堀坂橋 - 福島県道270号山上赤木線
- 茄子小田橋 - 相馬市道茄子小田西羽黒平線
- 日影橋 - 相馬市道並木松母線
- 横川高架橋 - 東北中央自動車道相馬福島道路
- 円渕橋 - 相馬市道西部17号線
- 金谷原橋 - 相馬市道円渕森下線
- 坂下橋 - 相馬市道間ノ次郎小田原線
- 左右壷橋 - 国道115号
- 元打橋 - 相馬市道西部38号線
- 荻平橋 - 丸森町道
- 松ヶ房橋 - 東北中央自動車道相馬福島道路
- 成沢橋 - 丸森町道
- 松ヶ房ダム天端

## 河川施設
- 松ヶ房ダム
- 玉野ため池（玉野川）